# Ungvári István

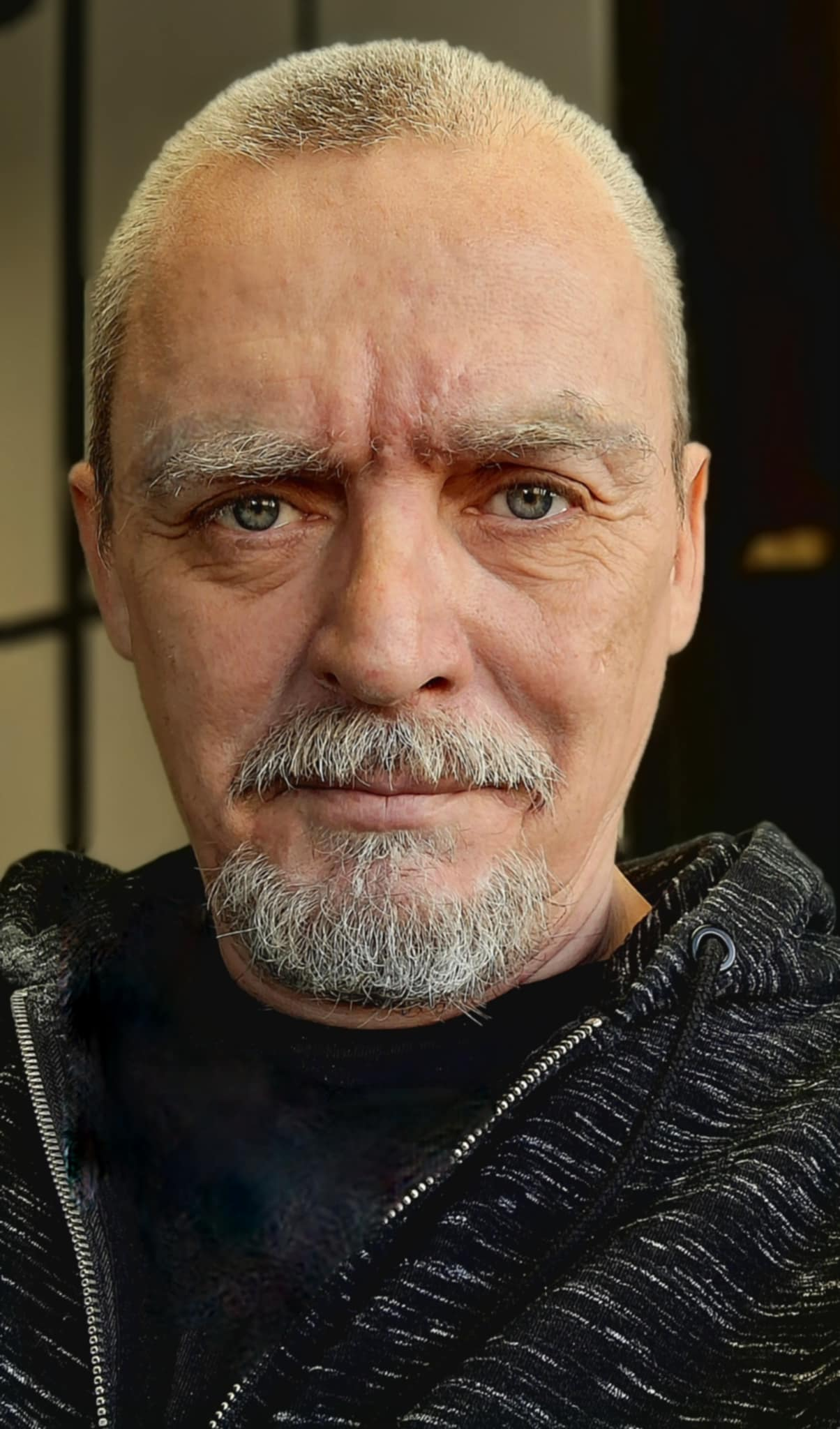

Ungvári István (Karcag, 1968. május 25. –) magyar színművész.

## Életpályája
1991-ben végzett a Színház- és Filmművészeti Főiskolán, Horvai István és Kapás Dezső osztályában. 1991-1992-ben a Játékszínben, 1992-1995-ig a Budapesti Kamaraszínházban, 1995-től pedig a Győri Nemzeti Színházban játszik.

## Fontosabb szerepei

### Győri Nemzeti Színház
•Jókai Mór-Bereczky Ágota:Egy magyar nábob- báró Kárpáthy János
- Kszel Attila: Jókai – Váli Ferenc/ Párbajbíró
- Kormos István – Vas Judit Gigi: A pincérfrakk utcai cicák – Iháj
- Mihály atya / hírnök / gróf Esterházy – Szilágyi István / király
- Csiky Gergely: Buborékok – Marosán Demeter
- Friedrich Schiller: Ármány és szerelem – Von Walter, elnök
- Dér Andrásː Mindenkinek mindene – Pogány ős
- Tamási Áronː Énekes madár – Bakk Lukács, vénlegény, az Eszter vőlegénye
- Mark Twainː Tom Sawyer kalandjai – Muff Potter
- Yasmina Reza: Az öldöklés istene- Michel Houllié
- Mark Norman-Tom Stoppard: Szerelmes Shakespeare- Wessex
- Mark Twain: Tom Sawyer kalandjai- Muff Potter
- Agatha Christie: Váratlan vendég -Thomas felügyelő
- Kszel Attila – Szűcs Péter Pál: La Fontaine, avagy a csodák éjszakája – Jacques•
- David Seidler: A király beszéde – Lionel Logue, ausztrál beszédtanár
- John Steinbeck: Egerek és emberek – Lennie
- Kszel Attila: Ludas Matyi jr. – Döbrögi Roland
- Anton Pavlovics Csehov: Sirály – Szorin
- Mikszáth Kálmán – Závada Pál: Különös házasság – Fischer érsek
- Kszel Attila: Koldus és királylány – Kenti Vidor, bűnöző, első az utolsók között
- Agatha Christie: A vád tanúja – Mr. Myers, ügyész
- Shakespeare: Makrancos Kata – Baptista Minola, gazdag padovai polgár
- Gorkij: Éjjeli menedékhely – Szatyin
- Kszel Attila: Arany – Szilágyi István, hű pályatárs
- Schwajda György: Csoda – Zöld Géz
- Tracy Letts: Augusztus Oklahomában – Bill Fordham
- Osztrovszkij: Farkasok és bárányok – Vaszilij Ivanics Berkutov
- Ilf–Petrov: Tizenkét szék – Osztap Bender, a nagy kombinátor
- Kodály Zoltán: Háry János – Ebelasztin lovag
- Tolsztoj: Anna Karenina – Sztyiva, Anna bátyja
- Shakespeare: Vízkereszt, vagy bánom is én – Vitéz Böföghy Tóbiás
- Petőfi Sándor: A helység kalapácsa – Harangláb
- Gogol: A revizor – Zemljanyika, főgondnok
- Verne: 80 nap alatt a Föld körül – Fix felügyelő
- Egressy Zoltán: Június – Hadnagy
- Shakespeare: A windsori víg nők – Mr. Ford
- Kszel Attila: A walesi lakoma – Edward király, angol király
- Móricz Zsigmond: Úri muri – Lekenczey Muki
- László Miklós: Illatszertár – Asztalos úr
- Arthur Miller: Salemi boszorkányok – Parris tiszteletes, salemi lelkipásztor
- Tasnádi István: Finito – Blondin Gáspár
- Victor Hugo: A nevető ember – Barkilphedro
- Örkény István: Tóték – Tót
- Háy János: A Gézagyerek – Krekács Béla
- Kszel Attila: Al Addin – Jaffar
- Pörtner: Hajmeresztő – Edward Lawrence, régiségkereskedő
- Dobozy–Korognay: A tizedes meg a többiek – Tizedes
- Frayn: Függöny fel! – Frederick (Philip Brent, Sejk)
- Mihail Bulgakov: Molière, avagy álszentek összeesküvése – Marquis D'orsigni
- Ionesco: Rinocérosz – Berenger
- Egress: Kék, kék, kék – Totó
- Tolcsvay–Müller–Müller: Isten pénze – Joe bácsi
- Szép Ernő: Lila akác – Redő Oszi, Kocsis
- Molnár Ferenc: Az üvegcipő – Őrmester
- Egressy Zoltán: Portugál – Retek
- Spiró György: Koccanás – Vállalkozó
- Móricz Zsigmond: Rokonok – Kopjáss István
- Kszel–Szűcs: Ludas Matyi jr. – Döbrögi Roland
- Dés–Nemes–Böhm–Korcsmáros: Valahol Európában – Ficsúr
- Hugo–Boublil–Schönberg: A nyomorultak – Thenardier
- Hašek–Spiro: Švejk – Lukaš főhadnagy
- Gorkij: Éjjeli menedékhely – Színész
- Ragni–Rado–McDermot: Hair – Woof
- Bulgakov–Nagy: A Mester és Margarita – Behemót
- Aiszkhülosz: Elektra – Aigiszthosz
- Miller: Az ügynök halála – Happy
- Bernstein–Laurents–Sondheim: West Side Story – Bernardo
- Füst Milán: IV. Henrik – ifj. Henrik
- Scapin, avagy a nápolyi álnok – Scapin
- Szép Ernő: Vőlegény – Rudi
- Mikszáth Kálmán: A Noszty fiú esete Tóth Marival – Noszty Feri
- Molière–Tasnádi: Mániákusok – Don Juan
- Krúdy Gyula: A vörös postakocsi – Rezeda Kázmér
- Wassermann–Leigh: La Mancha lovagja – Herceg
- Csehov: Cseresznyéskert – Jasa
- Loleh Bellon: A csütörtöki hölgyek – Victor, Sonia fia
- James Goldman: Az oroszlán télen – Gottfréd, Henrik fia

### Budapesti Kamaraszínház
- Móricz Zsigmond: Nem élhetek muzsikaszó nélkül – Balázs
- Nagy András: A csábító naplója (Kierkegaard) – Edvard

### Játékszín
- Dosztojevszkij: Karamazov testvérek – Szmergyakov
- Nagy András: Magyar három nővér – Soós Bertalan, százados

## Film, TV
● Kék,kék,kék – Totó (r.: Szűcs Gábor)
● Az öreg huszár- Schweidel tábornok (r.: Bohák György)
● Géniusz,avagy az alkimista- Szabó hadnagy (r.: Soós Péter)
● Szerencsés ember- Fiatal juhász (r.: Keményffy Tamás)
● A királyné nyakéke- Rabló (r.: Bujtor István)

## Díjai, elismerései
- 2001 Kisfaludy-díj
- 2009 Szent István-díj
- 2017 Kortársasjáték – Legjobb színész
- 2019 TAPS-díj – Legjobb színész